# ماتیاس نومسن بلیت
ماتیاس نومسن بلیت
(متولد۲۶ آوریل ۱۷۸۹ در اورهالا، درگذشته ۲۶ ژوئن ۱۸۶۲) یک گیاه‌شناس نروژی بود.
او برای بررسی پوشش گیاهی در نروژ به سراسر نروژ سفر کرد و یافته‌های خود را در یک مجموعهٔ منظم گردآوری کرد. قسمت اول گزارش کار ماتیاس، در سال ۱۸۶۱ منتشر شد و دو جلد بعدی توسط پسرش آکسل گودبراند بلیت، که او نیز یک گیاهشناس با نفوذ بود ، منتشر شد.
ماتیاس بلیت، همچنین یک هرباریوم بزرگ، جمع‌آوری کرد و یافته‌های خود را با همکارانش در کشورهای دیگر رد و بدل کرد. بلیت، استاد گیاهشناسی در دانشگاه اسلو بود.
- هرباریوم بزرگ، ماتیاس بلیت، توسط دانشگاه اسلو خریداری شد و این سنگ پایهٔ اصلی تأسیس موزهٔ گیاهشناسی دانشگاه اسلو بود.

هنریک ورگلاند، شاعر نامدار نروژی، به گیاهشناسی علاقه داشت و بدون کمک معلم، مشغول مطالعه و خودآموزی در مورد گیاهان بود؛ اما در سال ۱۳۴۶، وی بعد از دو سال تحصیل در رشتهٔ پزشکی، ماتیاس بلیت را بعنوان یک معلم خصوصی در گیاه‌شناسی در اختیار داشت. 

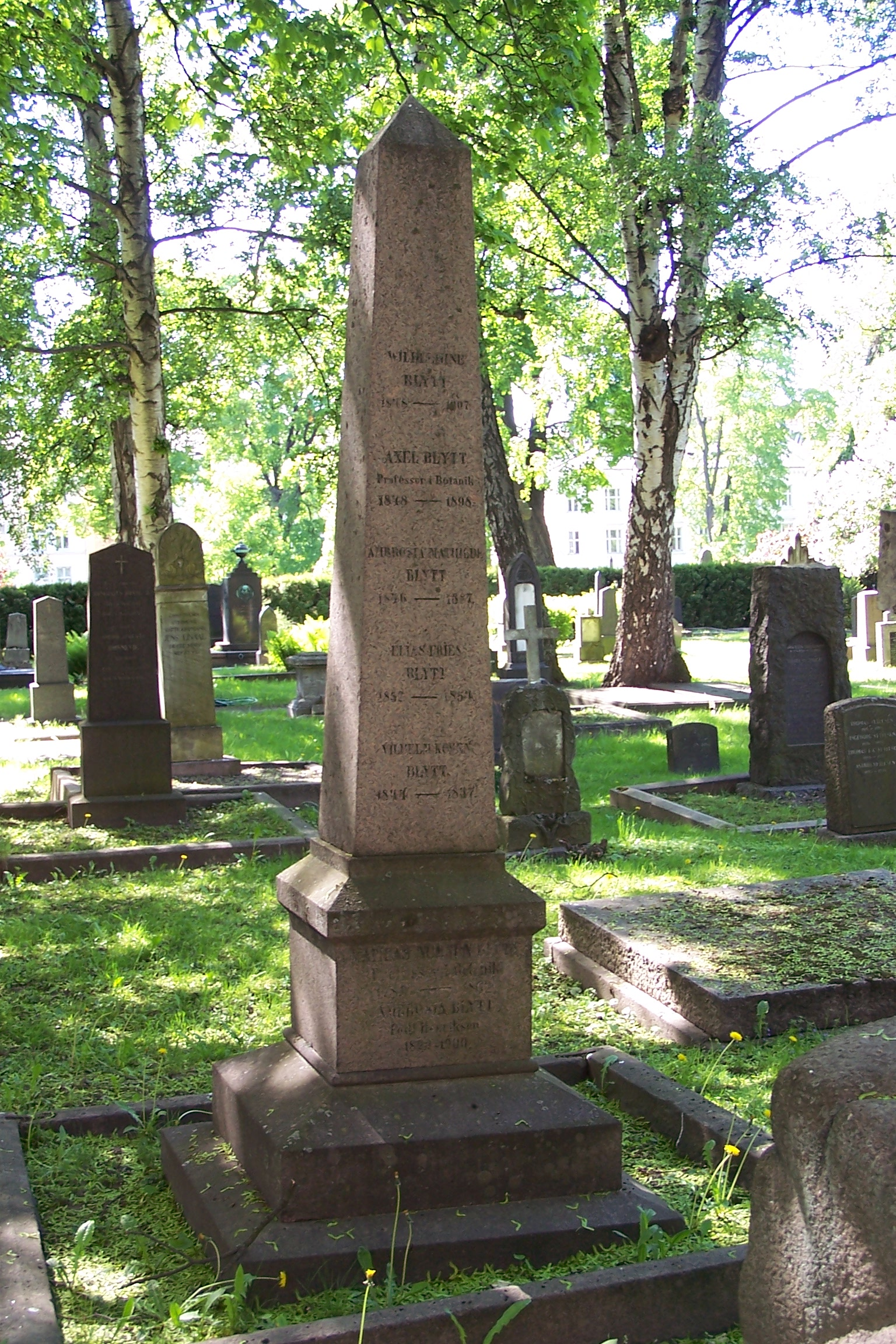
آرامگاه خانوادگی ماتیاس نومسن بلیت در اسلو

هنریک ورگلاند، دو شعر خود را به استادش ماتیاس بلیت تقدیم کرده‌است.